# Erythrodolius maculosus
Erythrodolius maculosus là một loài tò vò trong họ Ichneumonidae.